# Palazzo Abatellis
A Palazzo Abatellis, egy Palermóban található palota. Ma az épület a Szicíliai Regionális Művészeti Galériának ad otthont. Az épület katalán gótikus stílusban épült. Palermón belül Kalsa-negyedben található.

## Története
1495-ben épült meg a palota Matteo Carnelivari építészet munkája nyomán. Az ő stílusában az arab-normann örökség mellett megjelenik a reneszánsz valamint a katalán gótika is. Abatellis halála után a palotát felesége örökölte meg, majd anank halála után egy apácazárdához került. Az apácazárda olyan kisebb változtatásokat hajtatott végre az épületen, hogy megfeleljen egy zárda mindennapi működéséhez. A belsejébe épített kisebb kápolnát. A 18. század során egy nagyobb templom épült, ami Santa Maria della Pietà (Irgalmas Szűz Mária) névre lett keresztelve.
Több kisebb szobára osztották fel az épületet és raktárhelyiségek is voltak.
1943. április 16. és 17-e között a második világháborúban légibombázást indítottak a szövetségesek Palermo ellen. Ennek során a Palazzo Abatellis is bombázást kapott: a loggia, a délnyugati szektor, és a nyugati torony elpusztult. A háború után a palotát helyre állították és a Középkori gyűjtemény Galériája néven működött tovább. Az építési munkálatokat Mario Guiotto építész és Armando Dillon végezték. A munkával 1953-re készültek el és 1954-ben megnyílt a galéria.

## Galéria

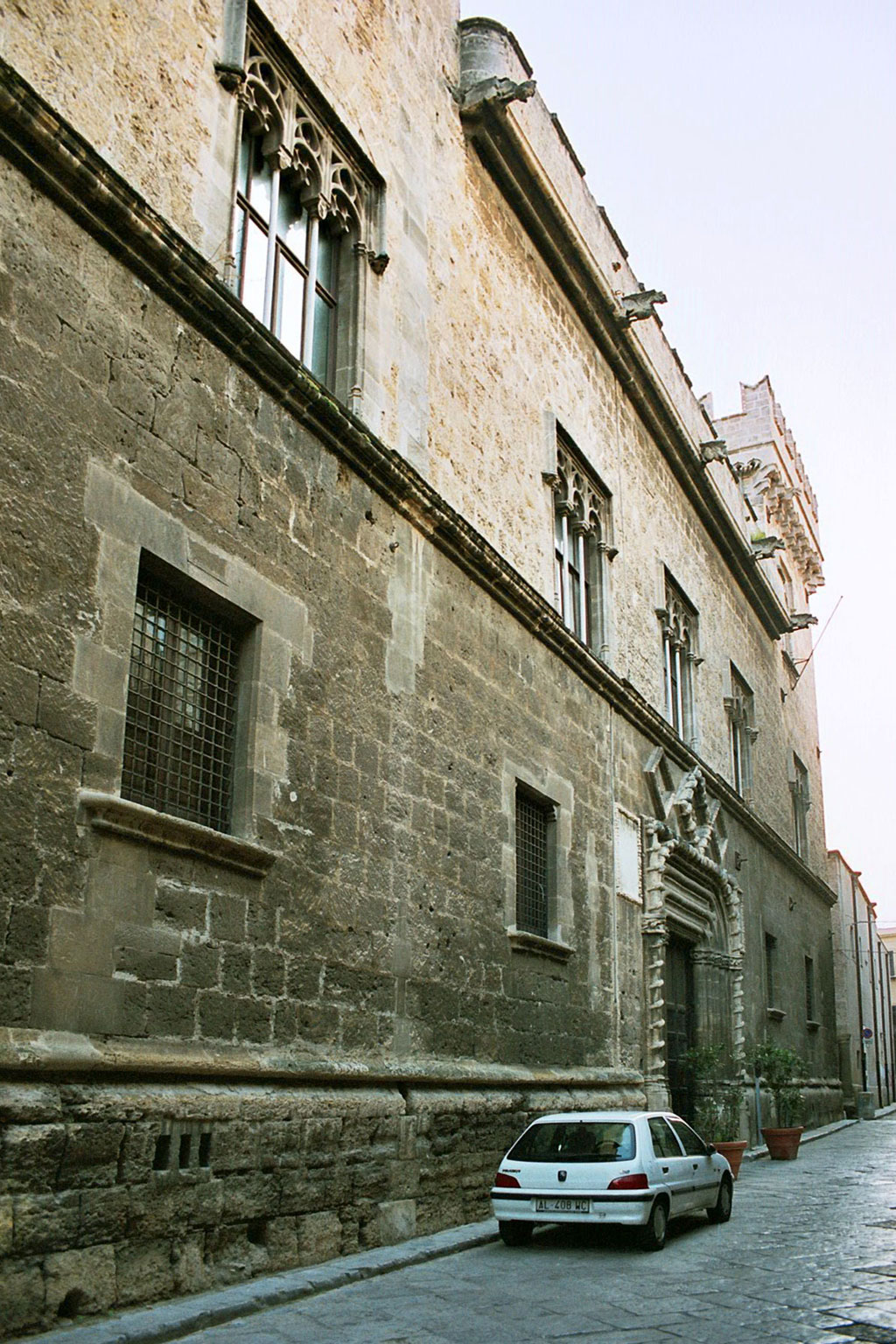
Főbejárat
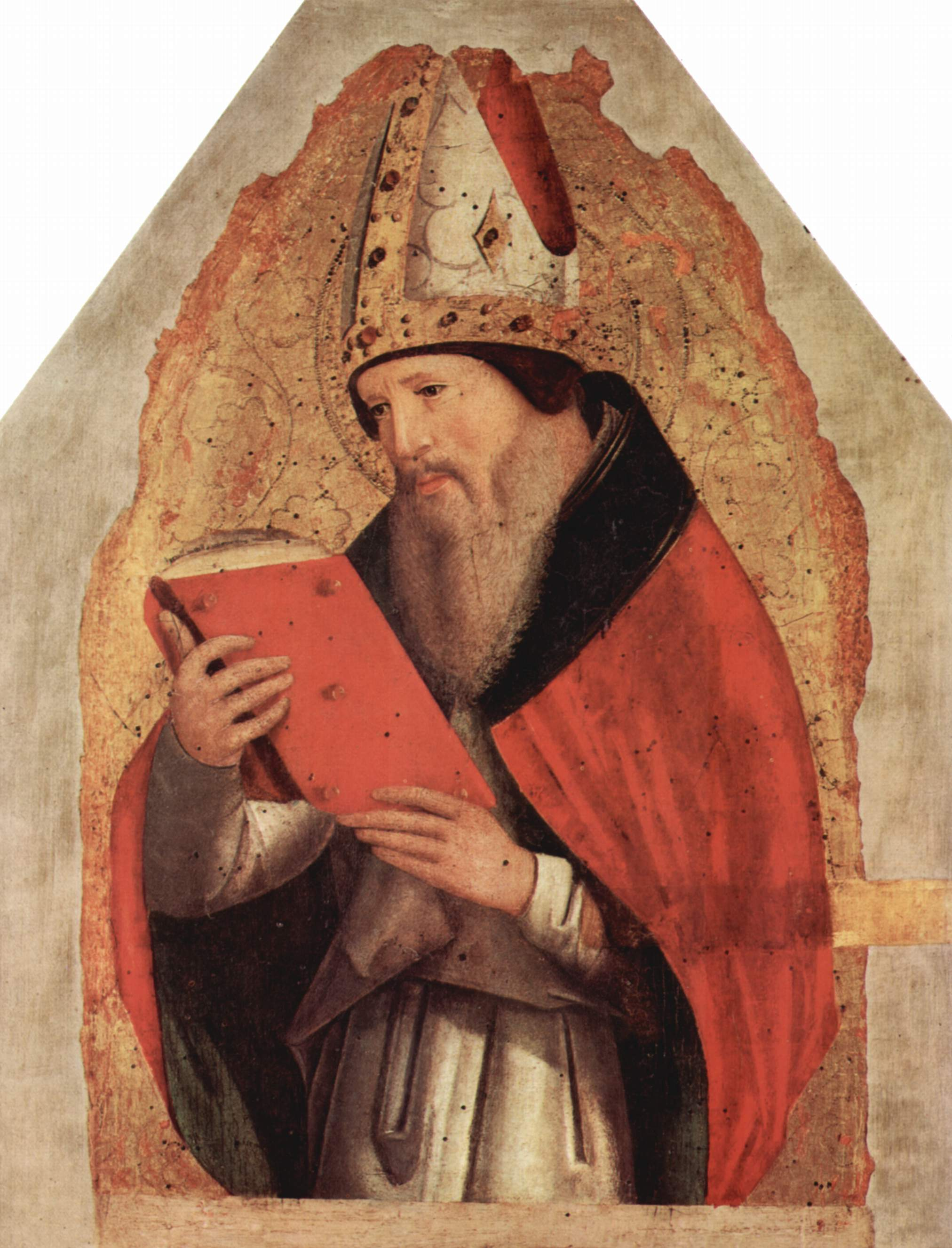
Antonello da Messina - Szent Ágoston festménye
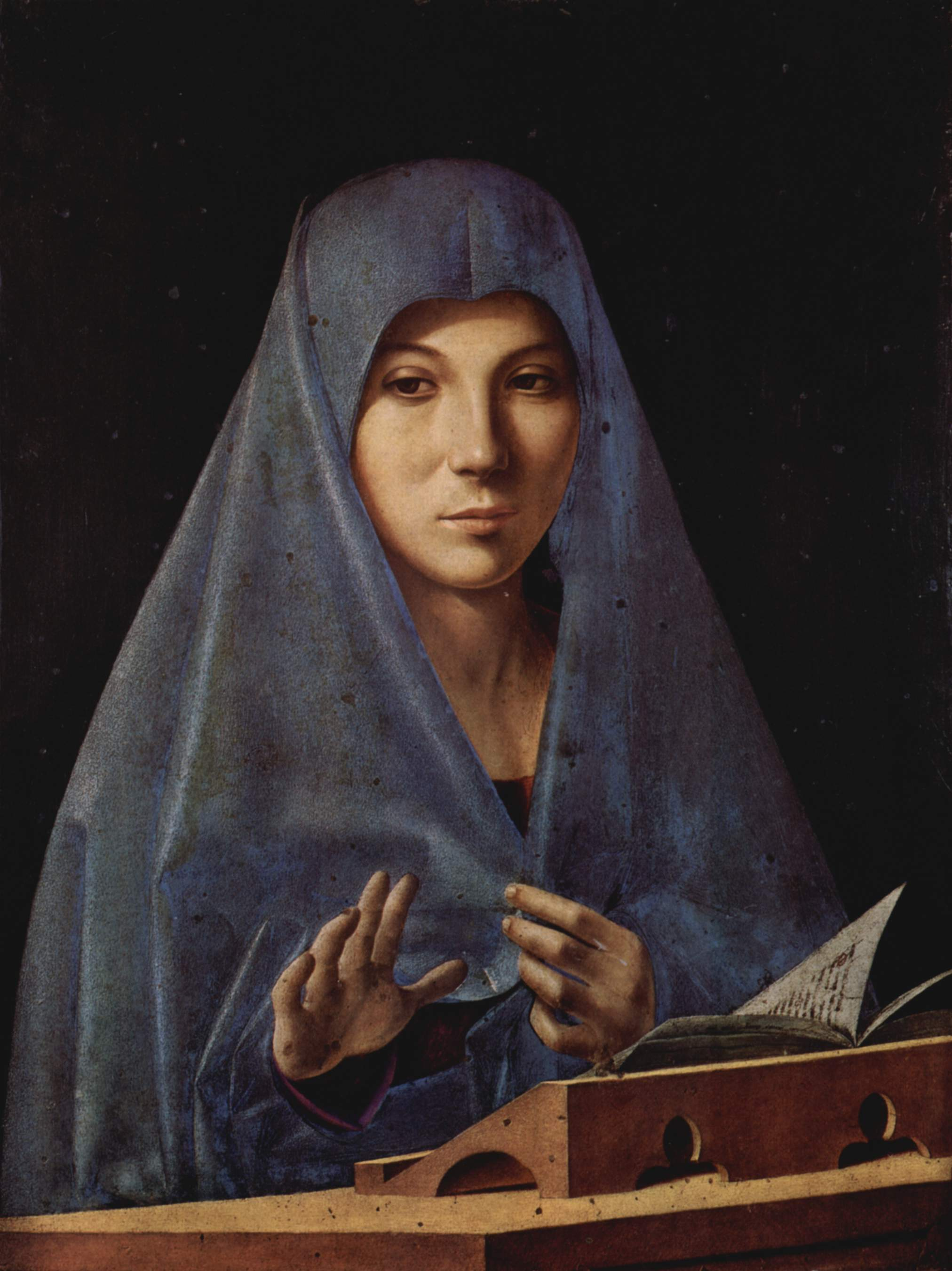
Antonello da Messina - Angyali üdvözlet festménye
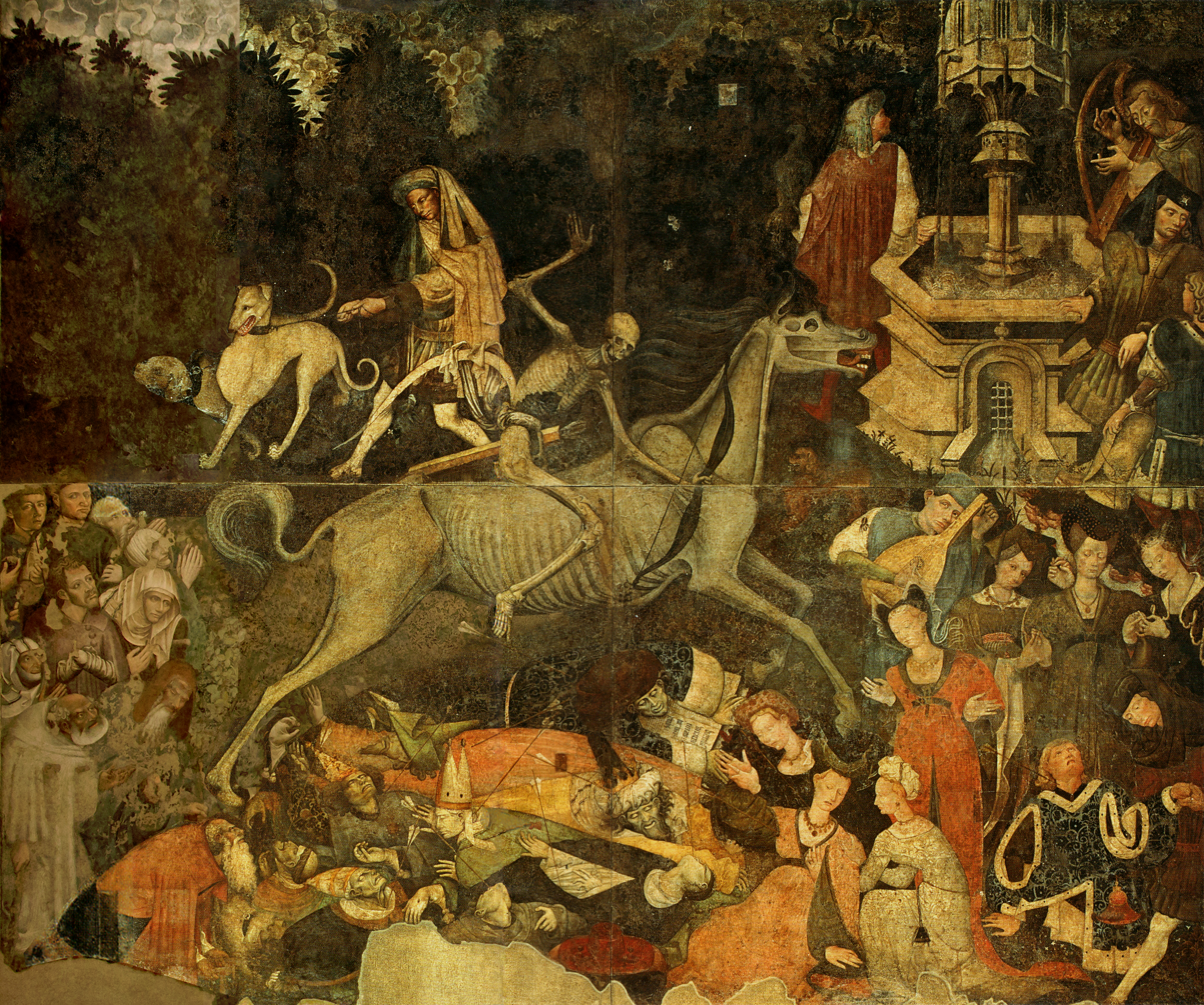
A halál diadala freskó, ismeretlen festő
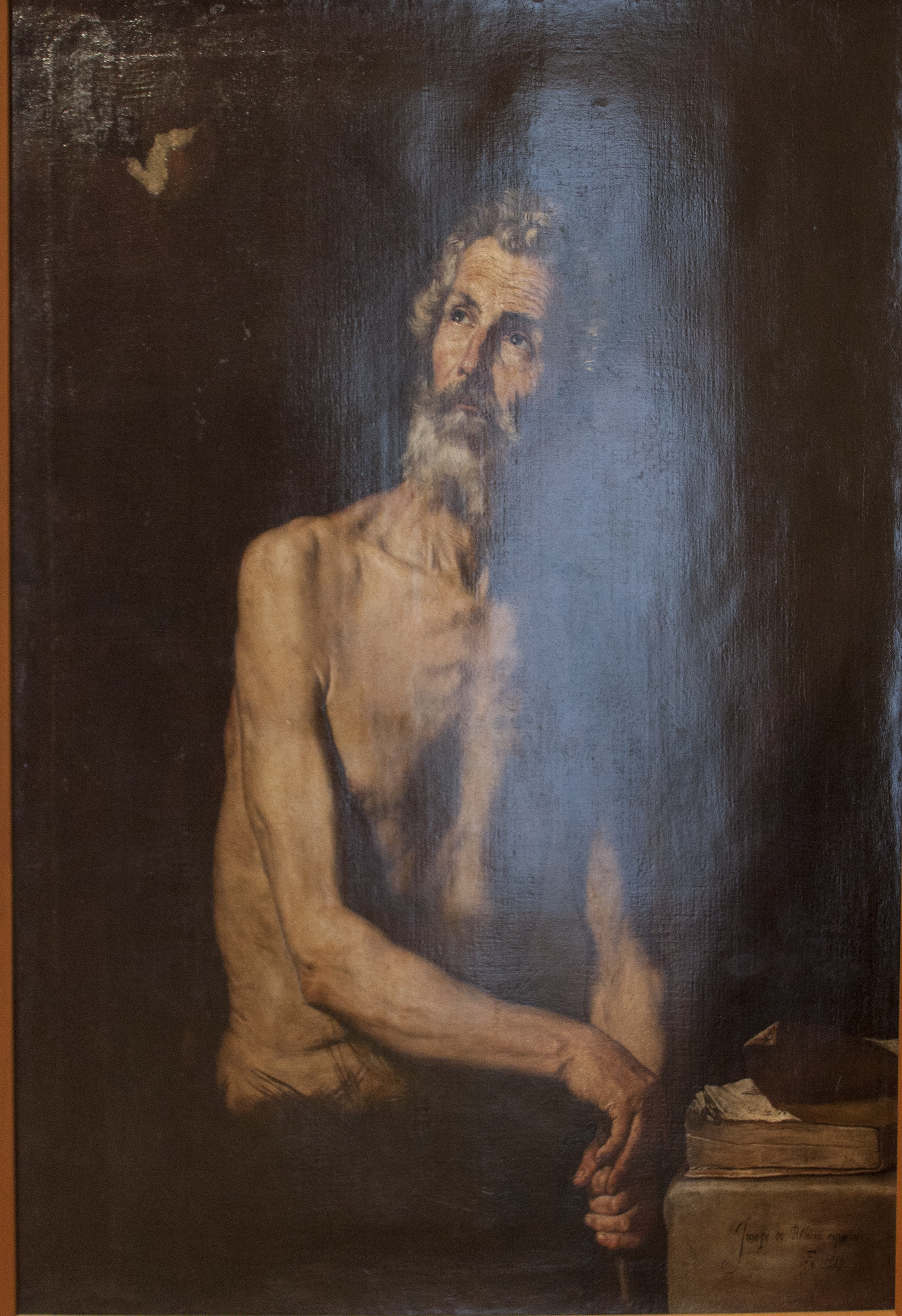
Jusepe de Ribera - Remete Szent Pál festménye
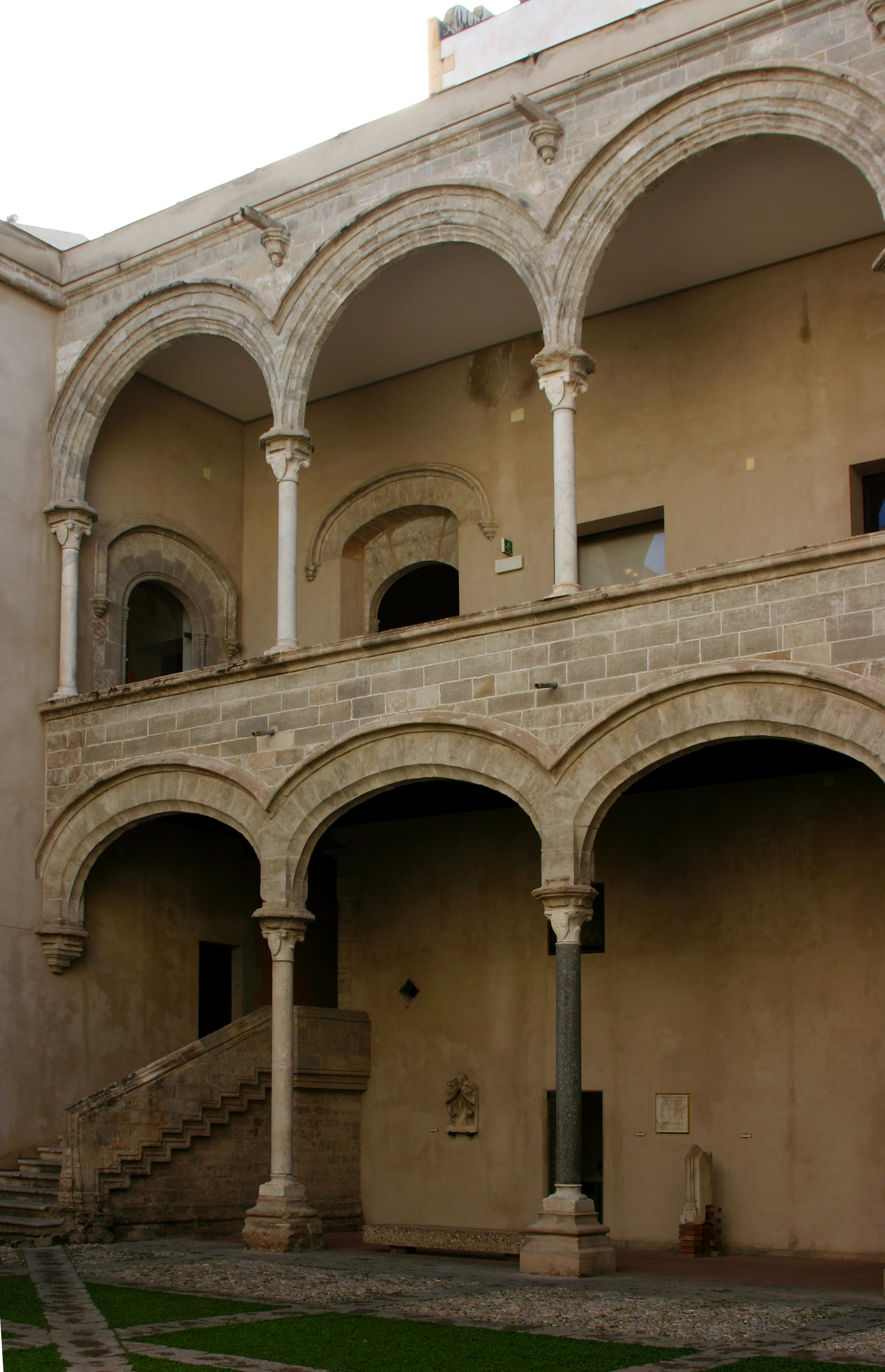
A loggia